# Hagel

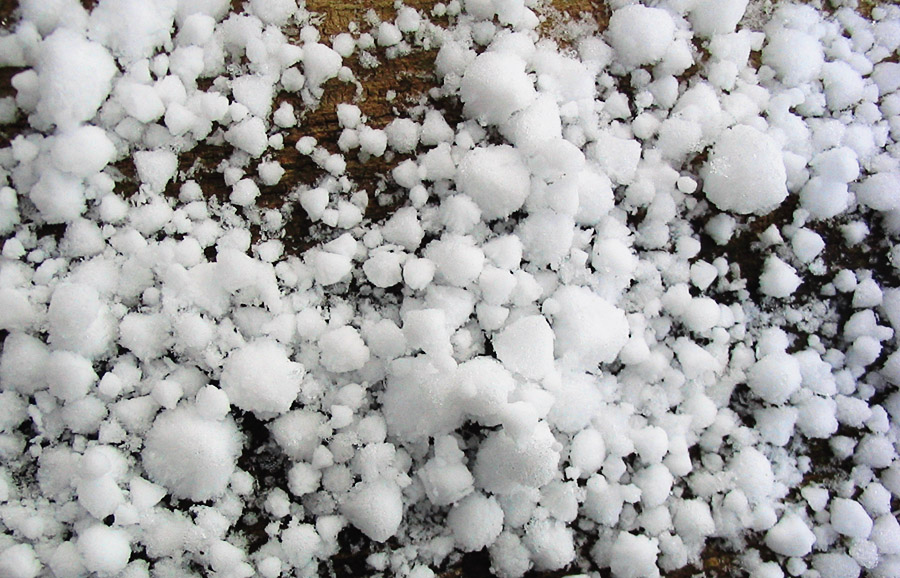
Hagelkörner

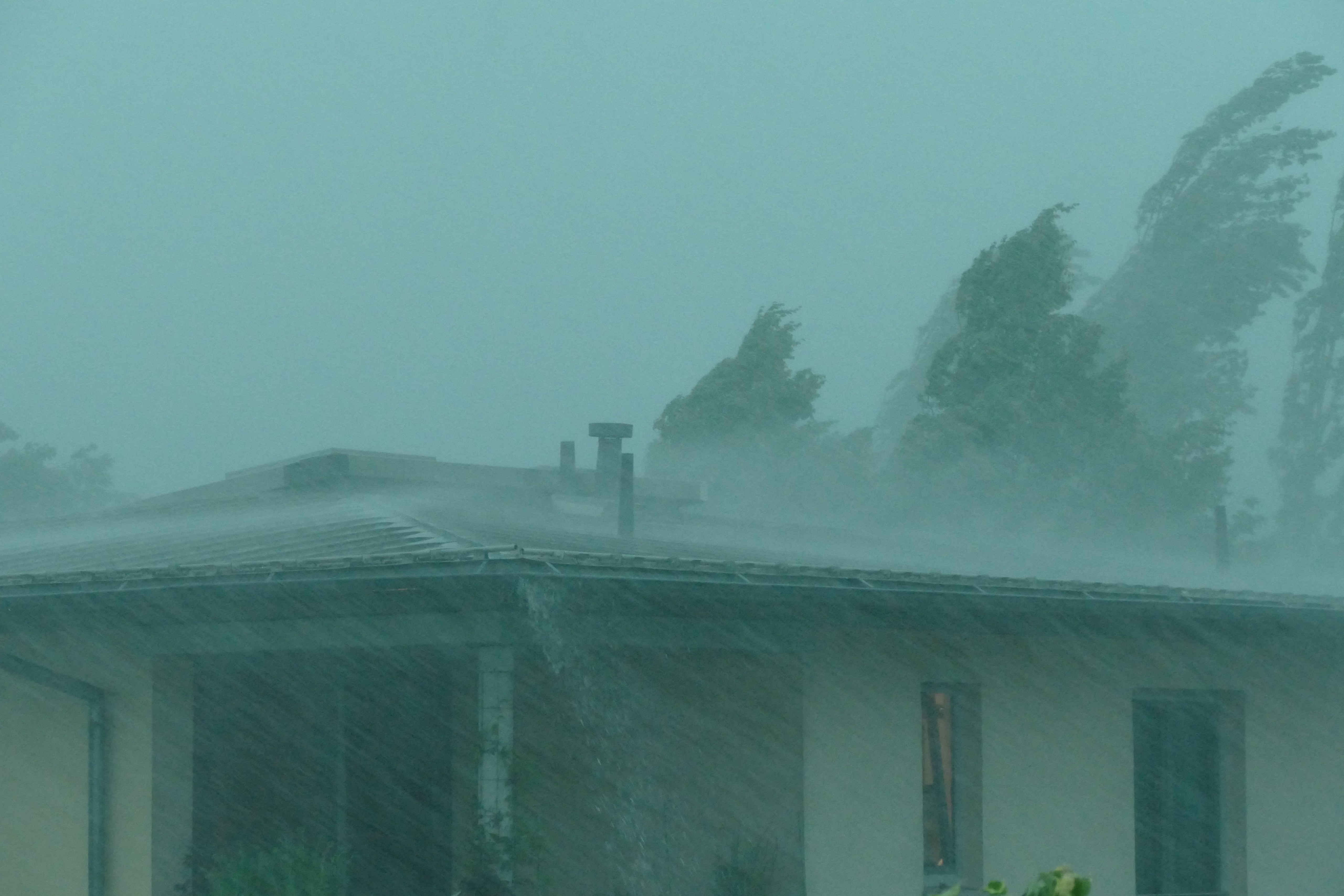
Gewitter mit Hagel in München

Hagel ist eine Form von Niederschlag, der aus Eisklumpen besteht und überwiegend in warmen Jahreszeiten und den Mittleren Breiten auftritt. Zur Abgrenzung spricht man erst bei einem Durchmesser von über 0,5 Zentimetern von Hagel bzw. Eishagel, darunter von Graupel. Bei Aggregaten von Schneeflocken mit einem Durchmesser unter einem Millimeter spricht man von Griesel. Ein Tag, in dessen Verlauf es mindestens einmal hagelt, geht als Hageltag in die klimatologische Statistik ein.

## Etymologie
Das Wort Hagel (altdeutsch hagal) ist vermutlich verwandt mit dem griechischen Wort κάχληξ káchlēx „Kieselstein“, das auf der indogermanischen Wurzel *kaghlo-s „kleiner Stein“ beruht.
Die ebenfalls gebräuchliche Bezeichnung Schloße für ein Hagelkorn ist namensgebend für den Farbnamen schlohweiß (dissimiliert aus schloßweiß), was also „weiß wie ein Hagelkorn“ bedeutet und einen hellen, fahlen Weißton bezeichnet.

## Entstehung

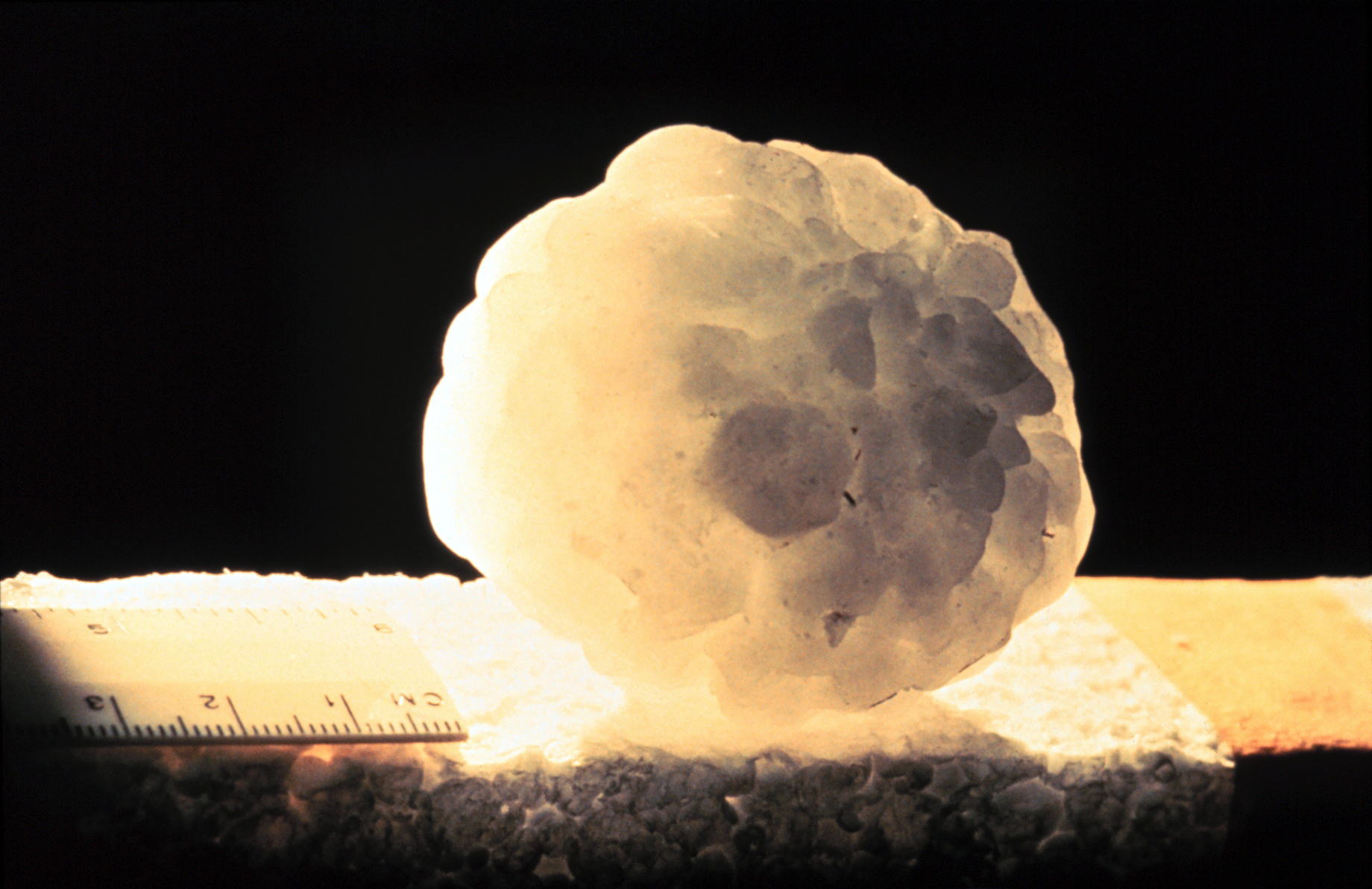
Ein 6 cm großes Hagelkorn, das durch das Zusammenkleben kleinerer Hagelkörner entstanden ist (NOAA)

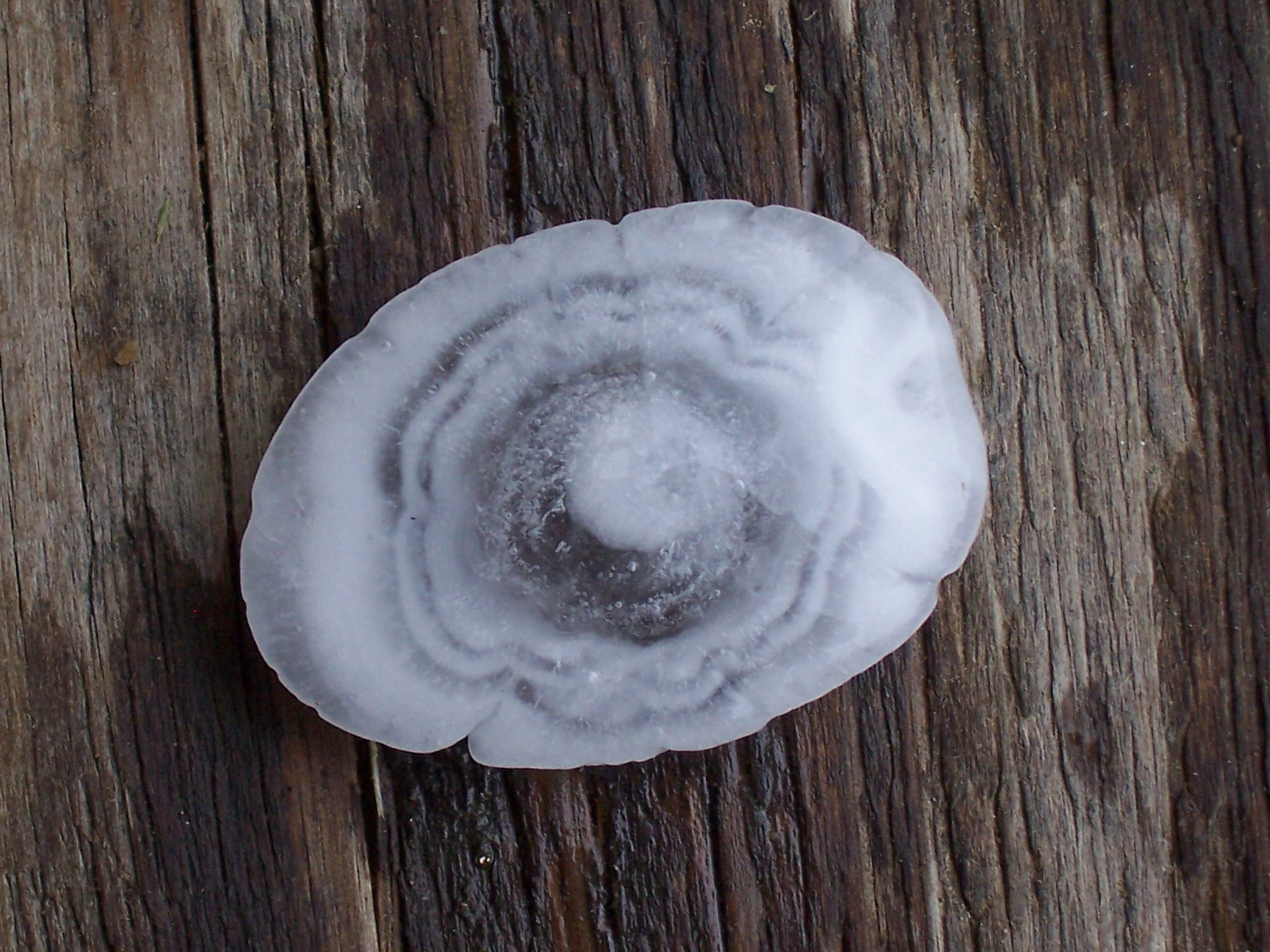
Deutlich erkennbare Anlagerungsschichten im Kern eines großen Hagelkornes

Hagelkörner entstehen in den niedrigeren Schichten von Gewitterwolken bzw. innerhalb einer Gewitterzelle durch unterkühltes Wasser, das an Kristallisationskernen zu Eis gefriert. Diese Kerne müssen dabei in vergleichsweise geringer Zahl vorkommen, so dass die je Kern zur Verfügung stehende Wassermenge ausreichend groß ist, um ein schnelles Wachstum zu ermöglichen. Da es sich also um sehr wasserreiche Wolken handelt, haben die über die jeweilige Phasenumwandlung umgesetzte Kondensationsenthalpie und Kristallisationsenthalpie eine starke Labilität der Temperaturschichtung innerhalb der Wolke zur Folge. Die hierdurch erzeugten starken Aufwinde von durchaus 20 bis 30 m/s sind ein weiterer wichtiger Faktor für die Hagelbildung, denn die Gefrierprozesse haben eine stetige Massenzunahme der Partikel zur Folge. Ohne einen Aufwind würden die Partikel durch die Schwerkraft absinken, sich aus der Wolke entfernen und dadurch nicht weiter anwachsen können.
Es zeigt sich dabei, dass der Aufwind innerhalb einer Wolke unterschiedlich stark ist und Partikel dadurch einen Kreislauf durchfahren können. Zunächst werden sie durch den Aufwind angehoben, danach fallen sie wieder in tiefere Luftschichten, nehmen weiteres Wasser auf, werden abermals nach oben gerissen, und zusätzliches Wasser gefriert an. Dieser Vorgang wiederholt sich solange, bis ein Hagelkorn zu schwer ist, um von den Aufwinden getragen zu werden. Aus der Größe der Hagelkörner kann daher auf die Windstärke im Inneren der Gewitterwolke geschlossen werden, was in der Umkehrung auch zur Prognose von Hageldurchmessern dient.
Die stufenweise Entstehung der Hagelkörner kann an den einzelnen Anlagerungsschichten, aus denen ein Hagelkorn besteht, abgelesen werden. Dabei deuten die klaren Schichten auf eine sehr wasserreiche Umgebung mit dementsprechend schnellem Gefrieren hin, während die trüben Bereiche auf niedrigere Wassergehalte zurückgehen. Die Trübung selbst wird dabei durch unzählige kleine Lufteinschlüsse hervorgerufen. Ist das Hagelkorn letztendlich zu schwer und sinkt aus dem Aufwindbereich ab, so kommt es aufgrund der Größe des Hagelkorns und einer Temperatur von meist unter 0 °C nicht zu einem Aufschmelzen.

## Verbreitung
Weltweit sind am stärksten die Mittleren Breiten (Gemäßigte Zone) von Hagelereignissen betroffen, insbesondere Zentral- und Südeuropa, die USA, Mexiko, Ostchina, Argentinien, Südafrika und Südost-Australien. Jedoch sind vereinzelt bei entsprechenden Bodengegebenheiten auch äquatornahe Gebiete betroffen, darunter Kenia (insbesondere die Region Kericho) oder Äthiopien. Auch an Gebirgsrändern tritt häufiger Hagel auf, zum Beispiel an den Anden in Peru, Ecuador und Kolumbien oder am Himalaya im Norden Indiens oder in Nepal.

## Größe und Fallgeschwindigkeit
Die Größe von Hagelkörnern variiert stark: Das Schweizerische Hagel-Register unterscheidet elf Intensitätsklassen, die von kleinem Hagel unter 0,5 cm bis zu außergewöhnlich großem Hagel von über 10 cm Durchmesser reichen. Die Masse der Körner schwankt dabei gemäß der Formel
{\displaystyle m={\frac {\pi }{6}}\cdot d^{3}\cdot \rho _{\text{Hagel}}} mit {\displaystyle \rho _{\text{Hagel}}=0{,}870\,\mathrm {\frac {g}{cm^{3}}} }
mit {\displaystyle d} als dem Hageldurchmesser zwischen 0,1 g und mehr als 500 g. Zu Schäden an Autos, Glasscheiben und Zelten kommt es bereits ab einem Durchmesser von etwa 2 cm, bei dem Hagelkörner dieser Größe gemäß der Formel
{\displaystyle v_{\text{Fall}}={\sqrt {{\frac {4}{3}}\cdot {\frac {\rho _{\text{Hagel}}\cdot g}{\rho _{\text{Luft}}\cdot c_{\text{Luft}}}}\cdot d}}} mit {\displaystyle \rho _{\text{Luft}}=1{,}2\,\mathrm {\frac {kg}{m^{3}}} ,\ g=9{,}81\,\mathrm {\frac {m}{s^{2}}} ,\ c_{\text{Luft}}=0{,}5}
Fallgeschwindigkeiten von etwa 70 km/h erreichen. Kleinerer Hagel dagegen fällt langsamer, während außergewöhnlich großer Hagel umgekehrt Geschwindigkeiten von weit über 150 km/h erreichen kann: Bei 12 Zentimetern Durchmesser etwa sind es bereits über 170 km/h, mit denen ein solches Hagelkorn aufschlägt und dabei gemäß der Formel
{\displaystyle E_{\text{kin}}={\frac {m}{2}}\cdot {v_{\text{Fall}}}^{2}={\frac {\pi }{9}}\cdot {\frac {{\rho _{\text{Hagel}}}^{2}\cdot g}{\rho _{\text{Luft}}\cdot c_{\text{Luft}}}}\cdot d^{4}\approx 4.319.800\,\mathrm {\frac {J}{m^{4}}} \cdot d^{4}}
eine kinetische Energie von fast 900 Joule besitzt. Wie zu sehen ist, nimmt die Energie der Hagelkörner dabei mit der vierten Potenz ihres Durchmessers zu: ein doppelt so dickes Hagelkorn besitzt dementsprechend bereits das Sechzehnfache an Energie, was die verheerende Wirkung grobkörnigen Hagelschlags erklärt.
Es sei angemerkt, dass die SIA261/1 Ausgabe 2003 in der oben genannten Formel {\displaystyle c_{\text{Luft}}=c_{\text{w}}=0{,}46} angibt. Es handelt sich bei diesem Wert um den Strömungswiderstand. Außerdem liefert diese Norm eine Abschätzung der Fallgeschwindigkeit nur basierend auf dem Durchmesser d, welche lautet: {\displaystyle v=140{\sqrt {d}}}
Das bisher größte Hagelkorn der US-Geschichte mit 18–20 cm Durchmesser, gemessen einschließlich der fingerartigen Ausstülpungen, und einem gewogenen Gewicht von 875 g wurde laut Nachrichtensender CNN am 9. August 2010 im amerikanischen Bundesstaat South Dakota gefunden.
Das größte jemals in Deutschland registrierte Hagelkorn fiel am 6. August 2013 im Ortsteil Undingen der Gemeinde Sonnenbühl vom Himmel. Sein Durchmesser wurde mit 14,1 cm angegeben. Für seine Masse (Gewicht) und Form fehlen Angaben.

## Hagelschäden

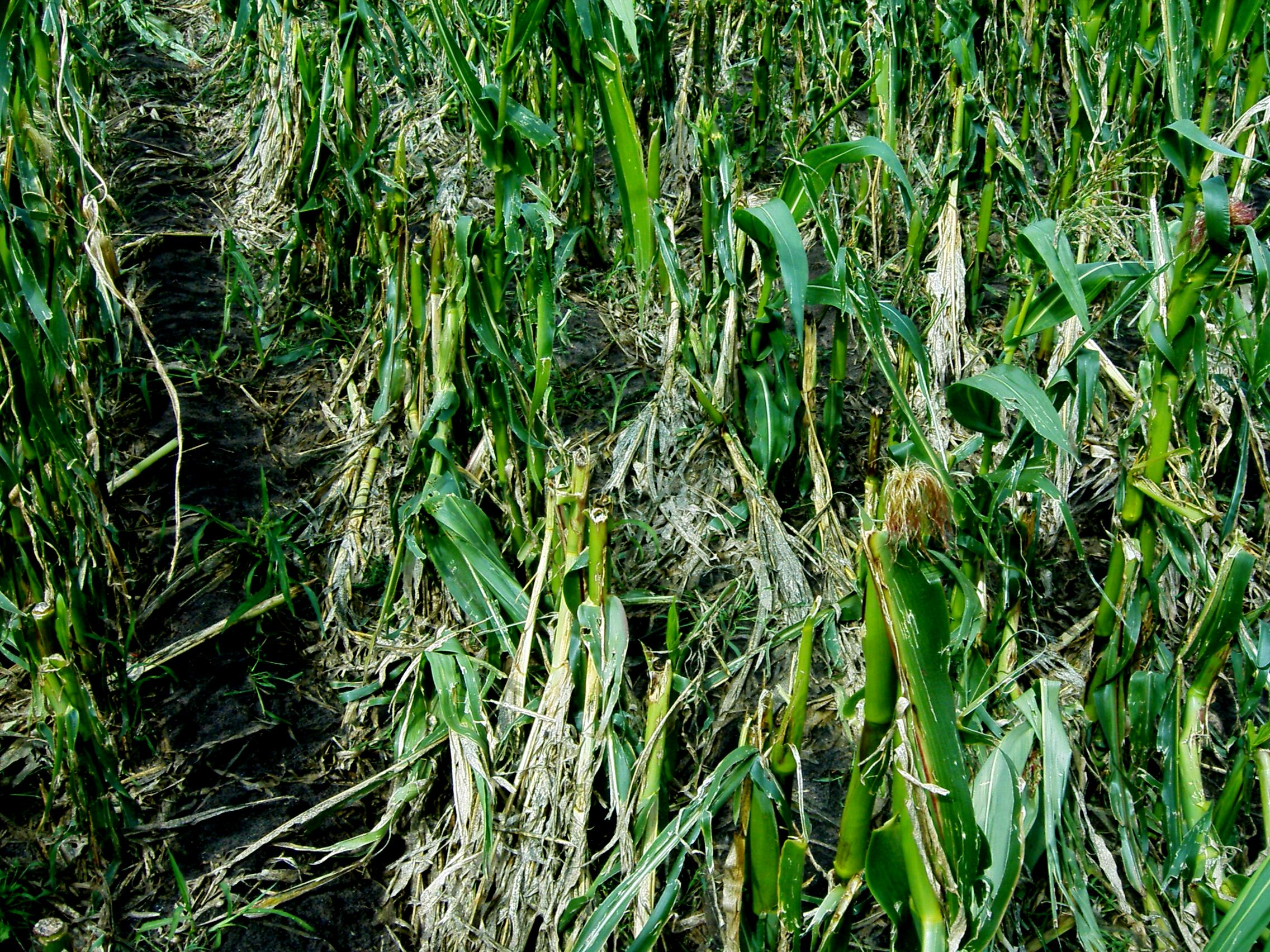
Hagelschaden im Maisfeld

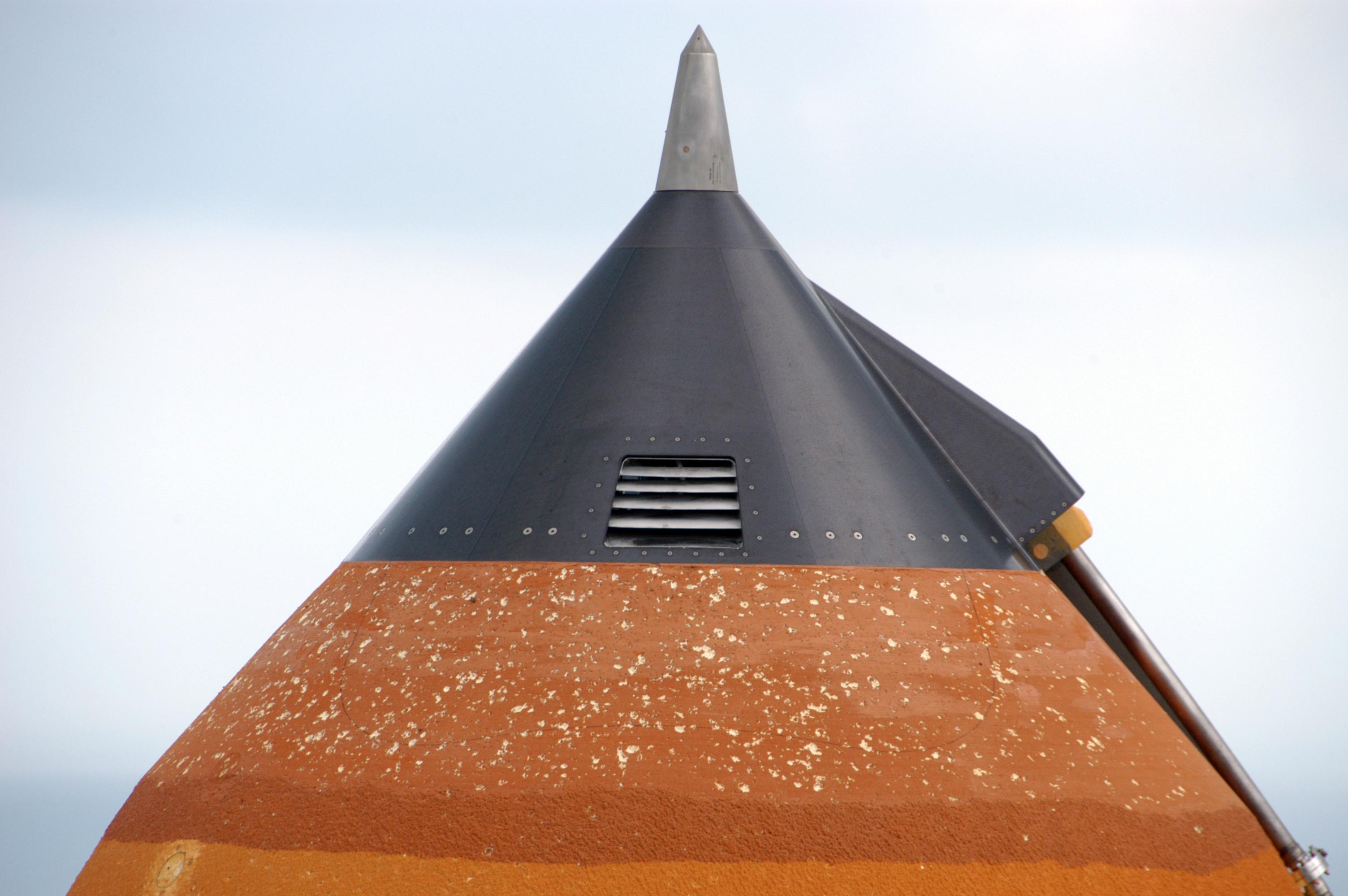
Hagelschaden am Außentank des Space Shuttle zur Mission STS-117

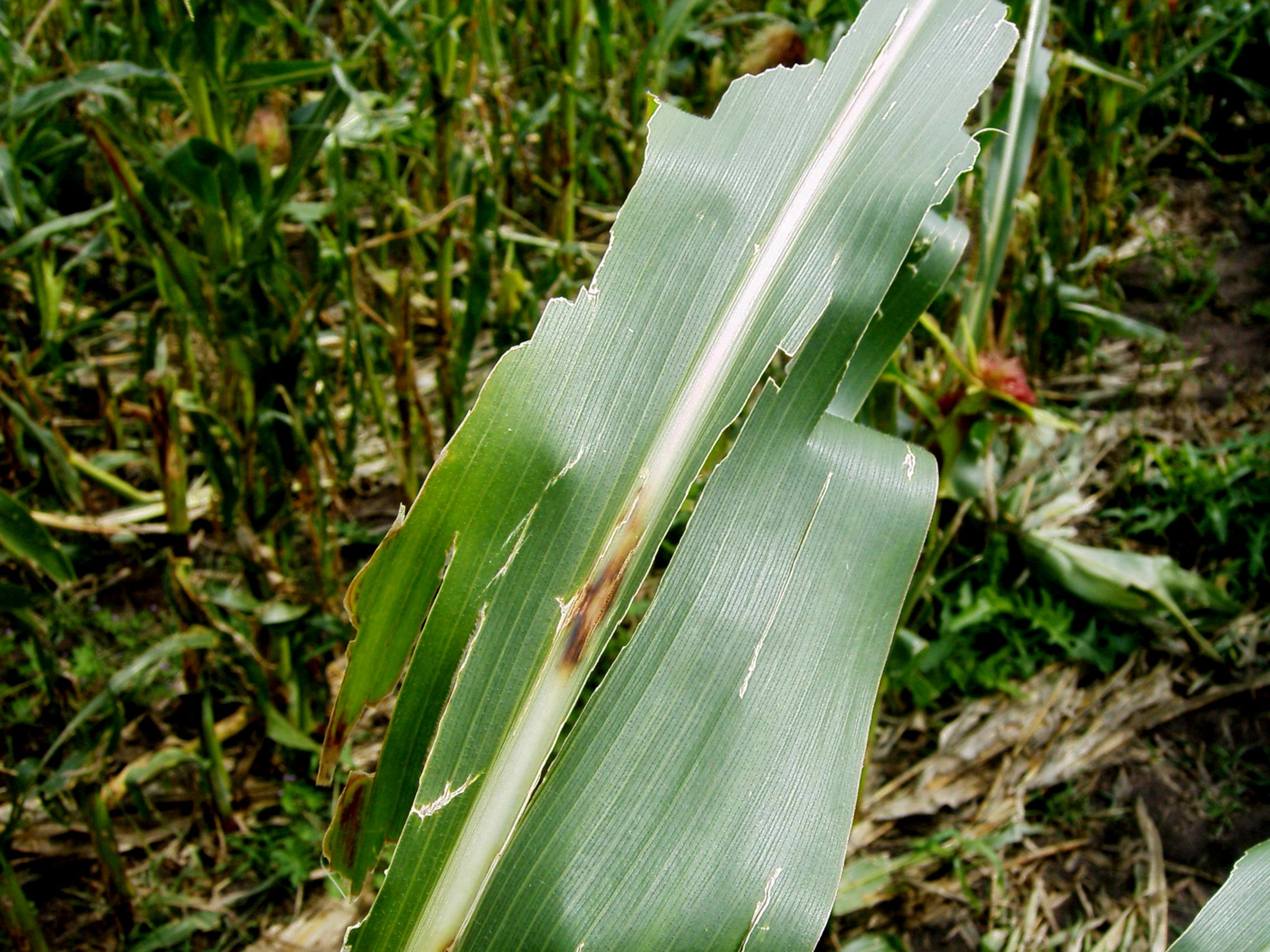
Zerschlagenes Maisblatt

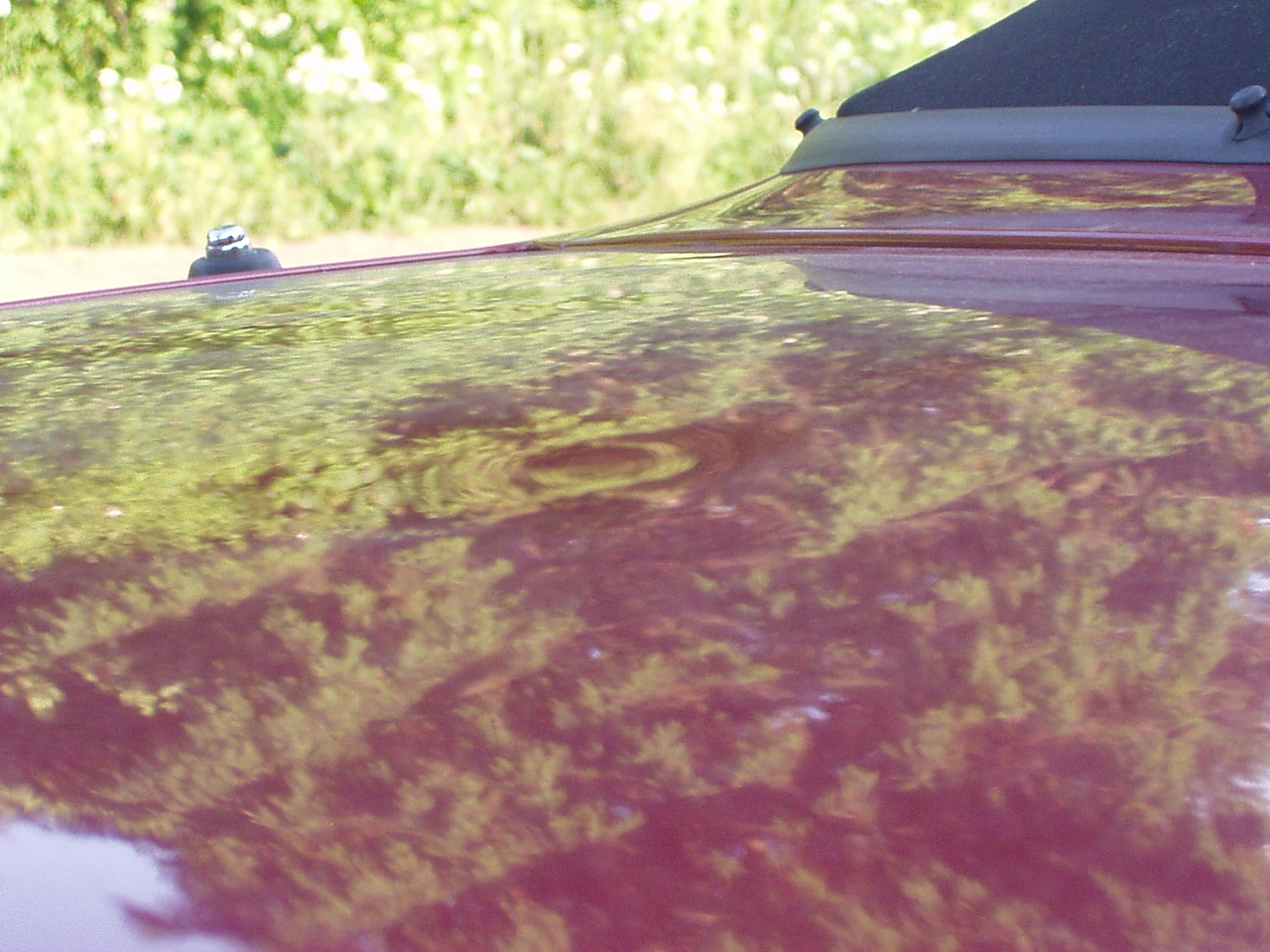
Hagelschaden an einem PKW

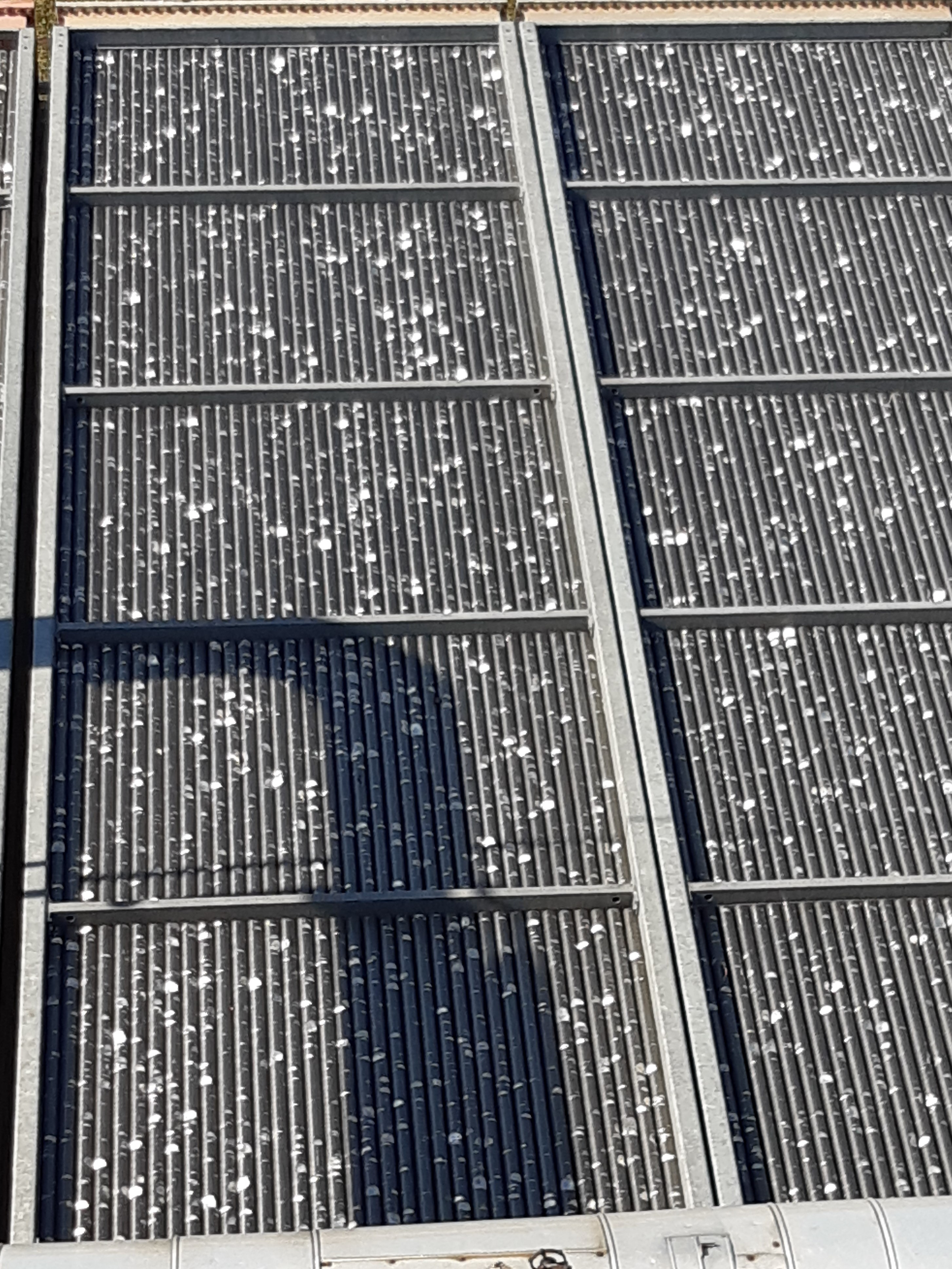
Hagelschäden an einem industriellen Luftkühler

Hagelschauer können beträchtliche Schäden verursachen, an Pflanzen und Tieren, aber auch an Gebäuden und Autos. Auch für die Luftfahrt stellen Hagelschäden eine ernste Gefahr dar, ebenso für Industrieanlagen. Der Großteil der landwirtschaftlichen Anbauflächen ist ohne Schutz dem Hagel ausgesetzt. Zudem verursachen Hagelschläge hohe Schäden an Bäumen und senken damit den Waldbestand. Aufgrund der geringen Ausdehnung eines Hagelschlags sind meistens nur begrenzte Schäden zu verzeichnen. Der Hagelschlag mit der höchsten Schadensumme fand 1984 in München statt. Der Schaden belief sich auf über 1,5 Milliarden Euro. 2013 führte Hagelschlag, insbesondere die Ereignisse in Baden-Württemberg und Niedersachsen am 27./28. Juli, zu Schäden von insgesamt 2,7 Milliarden Euro. Auch was Hagelschäden an Autos angeht, war 2013 ein bemerkenswertes Jahr: 635.000 Autos in Deutschland wurden durch Hagelschauer beschädigt – so viele wie noch nie. Dadurch entstand ein versicherter Schaden von 1,5 Milliarden Euro. Hagelschäden an der Karosserie von Fahrzeugen können ab etwa 2 cm Durchmesser entstehen.
Das unter Umständen existenzielle finanzielle Risiko von Ernteausfällen durch Hagel kann nur durch Spezialversicherungen (Hagelversicherung) abgesichert werden. Die Hagelversicherung ist eine Form der Schadenversicherung, bei der die versicherten Bodenerzeugnisse, insbesondere alle wirtschaftlich nutzbaren Pflanzen, gegen Schäden, die durch Einwirkung des Hagelschlags entstehen, versichert sind. Auch Gewächshäuser können eingeschlossen werden. Die Wohngebäudeversicherung übernimmt die Schäden durch Hagel an Häusern. An Fahrzeugen greift bei Hagelschäden die Teilkaskoversicherung.
Wegen der teilweise beträchtlichen Hagelschäden wurde schon recht früh versucht, Mittel und Wege zu entwickeln, um Hagel zu vermeiden.
In Schrattenberg durchlöcherte Hagel 2021 etwa 250 Dächer. Am Folgetag zerstörte Hagel wiederum abends erneut in Schrattenberg und auch in Allentsteig zahlreiche Dächer. 500 Einsatzkräfte arbeiteten daran, 336 Dächer provisorisch mit Kunststoffplanen oder -folie abzudichten, 250 Helfer unterstützten das Aufräumen. Das Gebiet wurde zum Katastrophengebiet erklärt.
Ende August 2022 wurde bei einem Unwetter in La Bisbal d’Empordà, Spanien ein Kleinkind von einem „elf Zentimeter großen Hagelkorn erschlagen“.
Die ANELFA-Skala für Hagelintensität zeigt die die Zusammenhänge zwischen der Klasse des Hagels und den typischen Schäden:
| Klasse | maximaler Korndurchmesser | Größenäquivalent                    | kinetische Energie in J/m² | typische Schäden                                               |
| ------ | ------------------------- | ----------------------------------- | -------------------------- | -------------------------------------------------------------- |
| A0     | <1 cm                     | Erbse                               | 0–30                       | Verkehrsunfälle, Schäden an Blüten                             |
| A1     | 1–1,9 cm                  | Traube                              | 30–100                     | Schäden an Wein, Obst, Tabak                                   |
| A2     | 2–2,9 cm                  | Taubenei, Murmel, Kirsche           | 100–400                    | schwere Schäden an Gemüse, Bäume, Getreide                     |
| A3     | 3–3,9 cm                  | Walnuss, Tischtennisball            | 400–800                    | Totalschaden an Feldfrüchten, (Fenster-)Glasbruch, PKW-Schäden |
| A4     | 4–4,9 cm                  | Hühnerei, Golfball                  | ≥ 800                      | getötete Tiere, Verletzungen bei Menschen                      |
| A5     | ≥ 5 cm                    | Orange, Pfirsich, Apfel, Tennisball |                            | sehr gefährlich, Dachschäden, Tod ungeschützter Personen       |

## Häufigkeit
Der Klimawandel scheint einen Einfluss auf die Häufigkeit des Auftretens von Hagelunwettern zu haben. Wie Forscher der Universität Karlsruhe herausfanden, hat die Zahl der Hagelgewitter in den letzten Jahrzehnten deutlich zugenommen. Habe die Zahl der Tage mit Hagelschäden 1986 noch bei fünf gelegen, so sei sie 2004 auf 34 gewachsen.

## Hagelabwehr

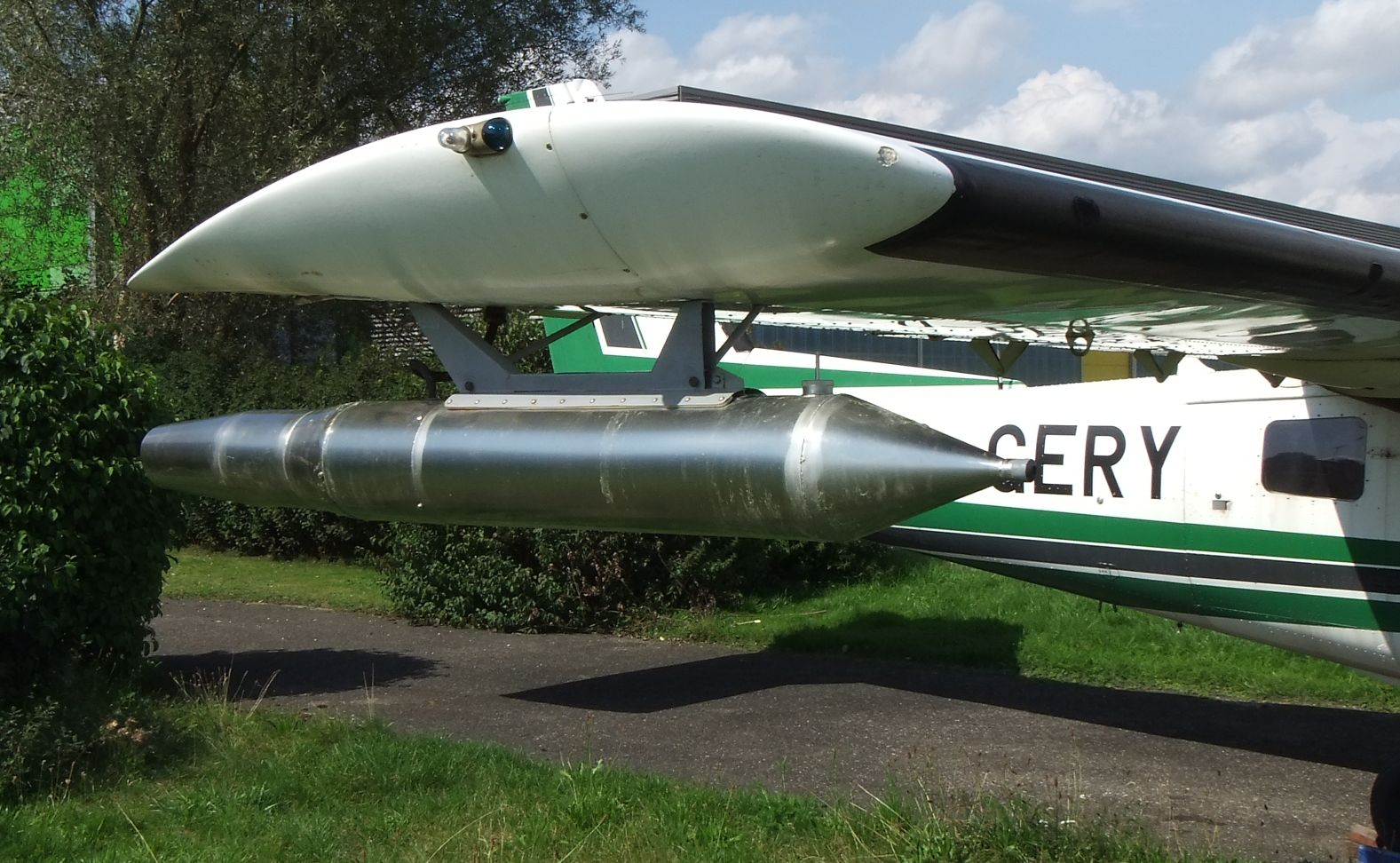
Silberiodidgenerator eines Hagelfliegers.

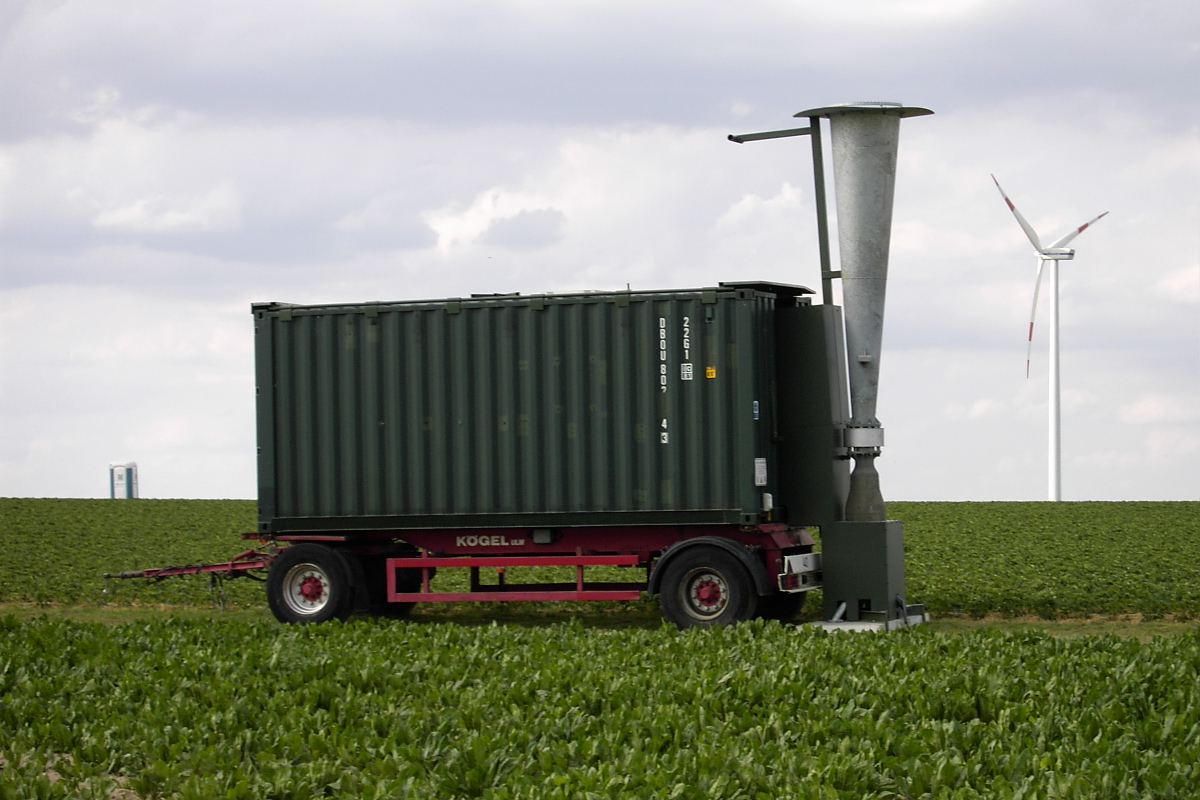
Hagelkanone

Zur Vermeidung von Hagelschäden wurden seit der Antike verschiedenste Methoden eingesetzt, von Bittopfer, rituellen Prozessionen, dem Wetterläuten und Schutzzeichen bis zu technischen Methoden wie dem Beschuss der Gewitterwolken mit Böllern, Kanonen und Raketen. Ab der Mitte des 20. Jahrhunderts wurde das Einbringen von Silberiodid (AgI) in die Wolken als Methode entdeckt. Silberiodid ist eiskeimbildend und soll durch zusätzliche Kristallisationskeime die Bildung größerer Hagelkörner verhindern. Die Ausbringung des AgI erfolgt vorwiegend durch Raketen oder speziell ausgerüstete Kleinflugzeuge, sog. Hagelflieger. Die Effektivität der Hagelbekämpfung mit Silberiodid ist wissenschaftlich nicht belegt.
Ein weiterer Versuch wird mit Hagelkanonen unternommen. Hierbei werden im Abstand einiger Sekunden durch Gasexplosionen Schallwellen erzeugt und durch einen Trichter ausgestoßen. Damit soll die Hagelbildung gestört und der Hagel in Nassschnee umgewandelt werden. Die Methode wird von Ingenieuren und Meteorologen für wirkungslos gehalten.
Zudem werden in der Landwirtschaft Hagelschutznetze aus Polyethylen (PE) verwendet, die über komplette Pflanzen gespannt werden und die Hagelkörner im Traufebereich herabfallen lassen.